# Iwan Szmielow
Szmielow Iwan Sergejewicz (Ива́н Серге́евич Шмелёв, ur. 3 października 1873 w Moskwie, zm. 24 czerwca 1950 w Bussy-en-Othe) – pisarz rosyjski, od 1922 na emigracji w Berlinie i Paryżu. 
Początkowo pochowany na cmentarzu prawosławnym w Sainte-Geneviève-des-Bois. W 2000, zgodnie z jego testamentem, szczątki przeniesiono na Cmentarz Doński w centrum Moskwy.
„Ja osobliwie głęboko poczułem, że istnieją dwie siły: dobro i zło, czystość i grzech, dwa życia. Czystość i grzech, rozlane w ludziach… i ludzie, które w nich błądzą”. (I. Szmielow „ Historia miłosna”, 1926r).
W 2023 roku ukazało się nakładem wydawnictwa Claroscuro tłumaczenie na język polski autorstwa Grzegorza Szymczaka Słońca martwych.